# 荒木久美
荒木 久美（あらき くみ、現姓名・窪田久美（くぼた くみ）、1965年10月11日 - ）は日本の元女子陸上競技（主に長距離走・マラソン）選手。福岡県小郡市出身。
佐々木七恵、増田明美、浅井えり子、宮原美佐子らとともに、日本女子マラソンの黎明期に活躍した。また全日本実業団女子駅伝や、全国都道府県対抗女子駅伝競走大会でも活躍。全日本実業団女子駅伝では1980年代に山下佐知子らと京セラ女子陸上競技部黄金期を築いた。
一時期、登録名を「荒木久深」と改名した時期があった。

## 来歴

### 現役時代
高校は久留米市立南筑高等学校に学ぶ。高校3年生の時に全国都道府県対抗女子駅伝競走大会に出場し、駅伝競走に魅力を覚える。高校卒業後の1984年4月に、鹿児島県国分市（現・霧島市）の京セラ国分工場に就職、女子陸上部に所属した。
1986年1月の全国都道府県対抗女子駅伝競走大会では鹿児島県チームで出走し、優勝メンバーとなる。同年10月　ソウルアジア競技大会・女子10000mに出場し、王秀婷（中国）に続き33分20秒75で2位入賞・銀メダルを獲得する。ここまではトラックと駅伝の選手だったが、1987年3月の名古屋国際女子マラソンで初マラソンに挑み、2時間37分12秒のタイムで5位に入った。同年8月、世界陸上ローマ大会の女子10000mでは予選を通過し、決勝は33分15秒08で18位の結果だった。

### ソウル五輪女子マラソン・28位
1988年1月、1988年ソウルオリンピックの代表選考会だった大阪国際女子マラソンに出走する。レース序盤から浅井えり子、宮原美佐子らのハイペースについていかずにマイペースを維持。その後終盤に追い上げ、長居陸上競技場へ入るゴール手前で浅井を抜き、2位の宮原に次いで2時間31分40秒の3位に入る。この成績が評価されて、日本人トップで2位の宮原とともにソウルオリンピック・女子マラソン日本代表に選出された（同年3月、最後の3番手で大阪国際女子4位の浅井も選定）。
しかし、期待された1988年9月のソウル五輪・女子マラソン本番は、スタート直後に転倒して他選手から自身の太股・脹脛の裏を踏み付けられ痛めてしまう。そのアクシデントが響き、メダル・8位以内の入賞争いは殆ど加われず、2時間35分15秒の28位に終わった（他日本女子選手は浅井が最高の25位、宮原は29位）。尚このレースの際には、京セラの壮行会で会長の稲盛和夫から贈られたルビーのネックレスを付けており、「転倒しても完走出来たのはネックレスのおかげ」と懐古している。
1989年11月のニューヨークシティマラソンでは、自己ベスト記録となる2時間30分00秒で4位に入賞した。
1990年3月の名古屋国際女子マラソンでは、2時間32分32秒で2位となる（優勝はワンダ・パンフィル（ポーランド））。この結果により、同年の北京アジア大会女子マラソン代表に選出される。5月の水戸国際陸上競技大会の5000mで、増田明美の記録を8年ぶりに更新する15分37秒72の日本新記録を樹立した。9月の北京アジア大会・女子マラソンでは、レース終盤まで趙友鳳（中国）と争い、結果は敗れたものの、2時間35分34秒で2位・銀メダルを獲得した。
1991年8月、世界陸上東京大会・女子マラソンに出場する。大腿骨疲労骨折の負傷を抱えて走り、2時間38分27秒の12位だった（同僚の山下佐知子が2位入賞・銀メダル獲得で1992年バルセロナオリンピック・女子マラソン日本代表に内定）。
1992年1月、バルセロナオリンピック選考レースである大阪国際女子マラソンに出場。荒木は本命と目され、前日の記者会見では「勝ちたい」と自信をのぞかせる抱負を語った。だが、レース本番では優勝した小鴨由水（のちバルセロナ五輪・女子マラソン代表に選定）、2位に入った松野明美ら、初マラソン組のハイペースを追走しなかったことが裏目に出て、逃げ切りを許してしまう。後半追い上げるも結局2時間31分14秒の10位に終わり、ソウルオリンピックに続いての代表選出はならず。これが結果的に現役選手として最後のマラソンとなった。
バルセロナ五輪後も、暫くは10000m等のトラック競技等に出走したが、特に目立った成績は残せず、復活は叶わなかった。1994年、京セラ女子陸上部を退部、第一線から引退した。

### 現役引退後
1998年に結婚。
1999年4月、鹿児島市の志學館大学人間関係学部・心理臨床学科に入学、2003年3月に卒業。以降約3年間は、鹿児島県内の中学校、及び高校にて心理相談員を務めていた。
2006年に第1子を出産。その後は主婦業・育児の傍ら、ランニング指導や講演活動などを手がける。2020年時点では鹿児島県体育協会競技力向上委員会委員長の任に就いていた。
2016年3月に新設された鹿児島マラソン・フルの部に、ゲストランナーとして2019年まで4年連続で出場した。2020年大会にも出場を予定していたが、新型コロナウイルス感染症の流行により大会は中止となった。